# تانگوئیتا، بنین
تانگوئیتا (به فرانسوی: Tanguiéta) شهری در استان آتلانتیک واقع در کشور بنین است که در سال ۱۹۹۲ میلادی ۱۳٬۸۹۴ نفر جمعیت داشته و جمعیت آن در سال ۲۰۰۵ میلادی به ۱۹٬۸۳۳ نفر رسیده‌است.